# Pseudocyclosorus pulcher
Pseudocyclosorus pulcher là một loài thực vật có mạch trong họ Thelypteridaceae. Loài này được (Bory ex Willd.) Holttum miêu tả khoa học đầu tiên năm 1974.